# AS 202 Bravo
AS 202 Bravo je dvo ali tri sedežno letalo, ki ga je zasnovalo švicarska podjetje FFA Flug und Fahrzeugwerke Altenrhein v sodelovanju z italjansko družbo Savoia-Marchetti. Švicarski modeli so nosili oznako AS 202 italjanski modeli oznako SA 202. Prvi švicarski model je poletel 9. marca 1969, prvo italijansko letalo pa 8. maja. Proizvodnja je bila leta 1991 zaključena. 
Leta 2020 je certifikat kupilo podjetje Gomolzig in nadaljuje proizvodnjo nadgrajenega sodobnega letala Gomolzig AS-202 Bravo NG

Bravo je robustno v celoti kovinsko nizkokrilno enokrilno letalo s fiksnim pdovozjem tip tricikel.

## Variante
AS/SA 202-10
Z motorjem Lycoming O-235-C2A s 115 KM
AS/SA 202-15
Z motorjem Lycoming O-320-E2A s 150 KM, fiksnim propelerjem, po potrebi se lahko namesti tretji sedež, zgrajenih 34 primerkov.
AS/SA 202-18A
Z motorjem Lycoming AEIO-360-B1F s 180 KM, vrtljivim propelerjem, tretjim dodatnim sedežem, akrobatsko zmogljivostjo, zgrajenih 180 primerkov.
AS/SA 202/26A
Z motorjem Lycoming O-540 s 195 kW (260 KM), zgrajen 1 primerek.
Turbo trenažer AS 32T
Dvosedežno tandemsko šolsko letalo s turbopropelerskim motorjem Allison 250-B17C z 268 kW (360 KM), zgrajen 1 primerek.
Gomolzig AS-202 Bravo NG
Renoviran model prvič poleti 16.marca 2020 s/n 224 z motorjem AEIO-360-B1F 180 KM, MT Propeller MTV-12 z MT P-880-4  guvernerjem in MOGAS certifikatom.

## Specifikacije
Podatki iz Jane's All the World's Aircraft 1976-77 
Splošne značilnosti
- Posadka: 1 or 2
- Dolžina: 75 m (246 ft 1 in)
- Razpon kril: 975 m (3.198 ft 10 in)
- Višina: 281 m (921 ft 11 in)
- Površina kril: 1.386 m2 (14.920 sq ft)
- Aeroprofil: root: NACA 632618 modified 17.63%; tip: NACA 632415 modified 15%
- Teža praznega letala: 630 kg (1.389 lb)
- Maks. vzletna teža: 885 kg (1.951 lb) (and MLW) aerobatic

999 kg (2.202 lb) (and MLW) utility
- Kapaciteta goriva: 140 L (37,0 US gal; 30,8 imp gal) in two wing leading-edge tanks
- Pogon letala: 1 × Lycoming O-320-E2A 4-cylinder air-cooled horizontally-opposed piston engine, 112 kW (150 hp)
- Propelerji: št. lopatic: 2 McCauley  1C172 MGM, 188 m (616 ft 10 in) premer fixed-pitch propeller

Zmogljivost
- Maks. hitrost: 211 km/h (131 mph; 114 kn) (utility at MTOW) at sea level
- Potovalna hitrost: 211 km/h (131 mph; 114 kn) (utility at MTOW) maximum; 75% power at 2.440 m (8.005 ft)

203 km/h (126 mph; 110 kn) (utility at MTOW) economical; 66% power at 3.050 m (10.007 ft)
- Hitrost pri porušitvi vzgona: 110 km/h (68 mph; 59 kn) flaps up

89 km/h (55 mph; 48 kn) flaps down
- Neprekoračljiva hitrost: 322 km/h (200 mph; 174 kn) (utility at MTOW)
- Doseg: 890 km (553 mi; 481 nmi) max fuel no reserve
- Višina leta: 4.265 m (13.993 ft)
- Hitrost vzpenjanja: 3,22 m/s (633 ft/min)
- Obremenitev kril: 722 kg/m2 (148 lb/sq ft)
- Razmerje moč/teža: 112 kW/kg (0.068 hp/lb)